# Cecilia Buscarons
Cecilia Beatriz Buscarons Idoyaga (Juan Lacaze, Uruguay 1949-Barcelona, 2 de julio de 2020), fue una historiadora y escritora uruguaya.

## Trayectoria
Fue una experta en conservación preventiva del patrimonio e investigadora en relaciones de discriminación de género femenino. Residió en Barcelona desde el 1976, año en el que llegó con su marido y tres hijos emigrando desde Uruguay.
Se formó en la Universidad de Barcelona, institución que publicó sus trabajos sobre movimientos sociales y la historia de las mujeres. También su participación en los Encuentros-Debate América Latina ayer y hoy fueron recogidos en publicaciones de la misma universidad. Caminos de agua fue su primera novela.

### Obra
Escritos por la autora o en autoría compartida:
| Año  | Título                                                                                             | ISBN              | Editorial                                       | Otros |
| ---- | -------------------------------------------------------------------------------------------------- | ----------------- | ----------------------------------------------- | --- |
| 1995 | Sistemas de Conservación del Patrimonio.                                                           | 84-393-4397-3     | Generalidad de Cataluña, departament de Cultura | Comunicación conjunta con Nuria Borrell (IANUS) en el II Congreso de Cultura Popular y Tradicional Catalana 1995-1996. Páginas 325 a 327 |
| 2003 | Las leyes y las mujeres en el Uruguay y su construcción discursiva, 1903-1917                      | 84-475-2795-6     | Universidad de Barcelona                        | IX Trobada Debat Amèrica Llatina Ahir i Avui, página 197                                                                                 |
| 2005 | Las mujeres y las resistencias del Uruguay en Dictadura (1973 - 1985): Un análisis desde el género | 84-475-3076-D     | Universidad de Barcelona                        | X Trobada Debate América Latina Ayer y Hoy. Homogeneidad, diferencia y exclusión en América Latina. Página 225                           |
| 2007 | Las políticas batllistas y las mujeres en Uruguay (1903-1917) ¿populismo o liberalismo ilustrado?  | 978-84-475-3298-8 | Universidad de Barcelona                        | XI Trobada Debate América Latina Ayer y Hoy. Poder Local, poder global en América Latina.. Página 139 a 150                              |
| 2010 | Hojas de Warmi 3ª época. Anuario digital                                                           | 2013-4827         | Racó                                            | Como integrante del Consejo de Redacción                                                                                                 |
| 2014 | Caminos de Agua                                                                                    | 978-84-942230-4-4 | Larmbooks                                       | 280 páginas |
| 2020 | La verdad oculta                                                                                   | 978-84-18028-92-2 | Autografía                                      | 242 páginas |

### Artículos
- Buscarons, Cecilia; Cobo, Teresa (2019). «Discursos de Género, Legislación y Ciudadanía: Uruguay (1903-1932)». Dossier: 20 años de Estudios Feministas y Género en el SIMS (Ministerio de Sanidad, Servicios Sociales e Igualdad). [3]